# Dziedzickia basalis
Dziedzickia basalis är en tvåvingeart som beskrevs av Freeman 1951. Dziedzickia basalis ingår i släktet Dziedzickia och familjen svampmyggor. Inga underarter finns listade i Catalogue of Life.